# 40 ans, Déjà Veuve
40 ans, Déjà Veuve ist ein französischer Porno-Spielfilm der Regisseurin Liselle Bailey aus dem Jahr 2018. Er wurde bei den AVN Awards 2019 als „Best Foreign Feature“ (bester ausländischer Spielfilm) ausgezeichnet.

## Handlung
Mit nur 40 Jahren sieht die Witwe Alexis, wie ihr geordnetes Leben plötzlich umkippt. Sie hat gerade ihren Ehemann Dorian bei einem tragischen Verkehrsunfall verloren und auch erfahren, dass er seit vielen Jahren ein Doppelleben führte. Bei der Beerdigung ihres Mannes wird sie Cassie, seine Geliebte, treffen. Zwischen Hass und Schuldgefühlen wird sich Alexis mit Cassie an ihrer Seite den unausgesprochenen Fantasien ihres verstorbenen Mannes stellen. Die Erzählung von Cassies sexuellen Erfahrungen, in denen ihre völlig ungezügelten Praktiken mit mehreren Männern nur Dorians voyeuristische Abweichungen befriedigen sollten, wird Alexis in Verwirrung stürzen.

## Auszeichnungen
- 2019: AVN Award – Best Foreign Feature